# Hervé Lasgouttes
Hervé Lasgouttes, né le 25 octobre 1963 à Montmorency, est un réalisateur français.

## Biographie
Hervé Lasgouttes est né en 1963 à Montmorency. Il est diplômé de l’École nationale supérieure des arts décoratifs. Il réalise son premier court métrage Un Arabe Ouvert en 2000. Ce film obtiendra le Grand Prix au festival de Vendôme. Il travaille dès cette période avec le scénariste Loïc Delafoulhouze. Ils vont collaborer ensuite à l’écriture de plusieurs courts métrages : Elle ou une autre (2002), 220 bonnes raisons (2005).
Il réalise fin 2011 son premier long métrage Crawl.

## Filmographie

### Long métrage
- 2013 : Crawl[1]

### Courts métrages
- 2000 : Un Arabe ouvert
- 2002 : Elle ou une autre
- 2005 : 220 bonnes raisons

## Distinctions
- 2000 :  Grand Prix au festival de Vendôme[2],[3] pour Un Arabe ouvert
- 2012 : présentation de Crawl à la « Giornate Degli Autori » à la Mostra de Venise 2012[4] et attribution du Label Europa Cinemas du meilleur film européen[5]